# Onorata Rodiani
Onorata Rodiani (oder Honorata Rodiana) (* 1403 in Castelleone; † 1452 ebenda) war eine, wahrscheinlich legendäre, italienische Malerin und Condottiere.

## Storia di Castelleone
Die Anekdoten, für die sie bekannt wurde, sind erstmals 1590 von Clemente Fiammeno in seiner Historia di Castelleone („Geschichte von Castelleone“) beschrieben. Ihm zufolge wurde sie von Cabrino Fondolo, dem Alleinherrscher der Stadt Cremona, beauftragt, seinen Palast mit Gemälden zu schmücken. Es ist der einzige Bericht über einen Auftrag, der im Quattrocento an eine Frau vergeben wurde. Während sie ein Fresko malte, was ihre Spezialität war, war ein junger Höfling ihr gegenüber unanständig. Sie tötete ihn mit einem Messer und floh „als Mann verkleidet“. Fiammeno zitiert sie mit den Worten: „Es ist besser,  geehrt und fern meiner Heimat zu leben als in ihr entehrt“.
In der Storia di Castelleone es weiter, dass Onorata Rodiani, nachdem sie von Cabrino Fondolo verurteilt aber begnadigt wurde, 1423 als Kavallerist in den Dienst des Condottiere Oldrado Lampugnano trat. Flameno sagt, dass sie dies „unerkannt von allen“ tat, und dann als Mann („unter geändertem Namen und geänderter Kleidung“) diente und Karriere machte. Sie verdingte sich mehreren Condottiere, darunter einem Conrado Sforza, ein angeblicher Bruder des mailändischen Herzogs Francesco I. Sforza. Während sie unter seinem Kommando stand, kam sie 1452 angeblich ihrer Heimatstadt Castelleone zu Hilfe, die von der Republik Venedig belagert wurde. Die Belagerung wurde aufgehoben, aber sie wurde tödlich verwundet, in die Stadt getragen und starb dort, nachdem sie „mit großem Erstaunen erkannt“ wurde. Flameno beschließt diese Episode mit einem weiteren Zitat von Onorata: „Geehrt habe ich gelebt, geehrt werde ich sterben“.

## Historizität
Die Belege für die Historizität sind eher zweifelhaft, die Überlieferung vollständig Lokalgeschichte. Fiammeno spielt in den Zitaten mit dem Wort (h)onorare („geehrt“); was für eine literarische Person spricht.
Laut Fiammeno wurde sie in der Pfarrkirche von Castelleone begraben, aber im 16. Jahrhundert wurde in Castelleone eine neue Pfarrkirche gebaut, und von ihrem Grab wurde keine Spur gefunden. Ihre Legende ist dennoch in Castelleone lebendig, und zwei unvollendete Wandgemälde im Palazzo Galeotti-Vertua, von dem man annimmt, dass es der Palast war, in dem Gabrino Fondolo residierte, werden ihr manchmal zugeschrieben.
Es gibt mehrere Versionen bezüglich der Werke, die Onorata malte, bevor sie fliehen musste. Eine Version aus dem 19. Jahrhundert über ihr Leben besagt, dass sie in Tempera auf trockenem Gips malte, was erklären würde, dass keines ihrer Werke überlebt hat. Andererseits, wenn sie wirklich affresco malte, würde das eine lange Ausbildung bedeuten, um diese schwierige Technik zu beherrschen, was unwahrscheinlich ist. Möglich ist, dass für diesen Teil der Geschichte Anleihen bei Katharina von Bologna genommen wurden.
Die von Fiammeno angegebenen Daten für ihre Zeit als Soldat stimmen mit den geschichtlichen Daten überein.

## Nachleben
Der Historiker Romualdo Cappi, nachdem in Castolleone auch eine Grundschule und eine Straße benannt sind, verarbeitete die Figur in seinem Drama I pattriotti di una terra Lombarda von 1873.
Die Figur der Onorata taucht auch in dem Roman Ash: A Secret History von Mary Gentle auf, in dem ihre Episode mit dem cremonesischen Höfling als Propaganda gedeutet wird. Sie befehligt aber auch im Roman eine Söldnerkompanie und trifft sich mit ihrem Gegenstück und Hauptfigur Ash.
Judy Chicago widmete ihr eine Inschrift auf den dreieckigen Bodenfliesen des Heritage Floor ihrer 1974 bis 1979 entstandenen Installation The Dinner Party. Die mit dem Namen Honorata Rodiana beschrifteten Porzellanfliesen sind dem Platz mit dem Gedeck für Artemisia Gentileschi zugeordnet.